# MTV 80s
MTV 80s – kanał muzyczny koncernu MTV Networks Europe przeznaczony na szeroko rozumiany rynek europejski. Kanał powstał w grudniu 2005 roku jako VH1 Classic Europe. Został wydzielony z kanału VH1 Classic UK. Jest produkowany w Polsce, przez spółkę MTV Networks Polska.
Natomiast VH1 Classic UK 1 marca 2010 roku wraz z europejskim rebrandingem marki, zmienił nazwę na MTV Classic (UK).
W Polsce dostępny za pomocą platformy Play Now.

## Historia
W październiku 2020 r. stacja VH1 Classic zmieniła się na MTV 80s.
Od dnia 1 lipca 2024, ramówka MTV 80s została ujednolicona z brytyjską wersją kanału. W rezultacie, oba kanały mają ten sam zestaw klipów oraz pasma (poza wyjątkiem Forever 80s, emitowanym w czasie pasma Teleshopping z MTV 80s UK). 
1 listopada 2024, około godziny dwunastej została zmieniona grafika kanału. Zmianie uległo logo, format obrazu oraz plansza z tytułem utworu. Godzinę później, została przywrócona pierwotna oprawa. 
Od 14 grudnia, kanał MTV 80s rozpoczął pierwszy raz w historii emisję specjalnych programów świątecznych jak Andrew Ridgeley Presents 50 Christmas Classics (2024) oraz Jason Donovan's Especially For Christmas: Top 50 (2023), wyprodukowanych docelowo do kanału MTV Xmas.
4 lutego 2025 kanał po raz drugi otrzymał szatę graficzną przypominającą tę z brytyjskiej wersji kanału. Zmianie uległ jedynie format obrazu, logo i czcionka w tytułach. Cały proces sprawił, że każdy z satelitów odbierających kanał posiada różne wersje kanału MTV 80s.  Między 18 a 20 lutym, na sygnale docierającym do Ameryki Łacińskiej zmieniono starą grafikę definitywnie kończąc erę kanału w formacie 4:3.
Od marca 2025 na kanale emitowany jest program Guess The Year, który wykorzystuje specjalną oprawę w postaci automatycznych belek z tytułem piosenki, otoczonych różowo-niebieskimi kolorami oraz dedykowaną czołówkę. Co ciekawe, w styczniu (gdy kanał emitowano w 4:3) podjęto pierwsze próby emisji tego pasma, które zakończyły się fiaskiem.
W lipcu 2025 roku Paramount Global poinformował o planowanym zakończeniu nadawania kanału pod koniec 2025 roku.

## Grafika

logo używane od 2020 do 2025

Względem wersji brytyjskiej, kanał w latach 2020-2025 emitowano w formacie 4:3, a u niektórych operatorów sztucznie rozciągano obraz do 16:9. W tamtym momencie, sposób zapisu tekstu, logo oraz animacje różniły się od tych z wersji UK. W belkach tytuły nie były ujmowane w cudzysłów, oraz nie podawano roku wydania utworu. Poza tym, wykorzystywana czcionka rzeczywiście była zgodna z wyglądem stacji w latach 80. W połowie maja 2025, na wersji międzynarodowej "strapy" zmieniono na takie same jak z wersji brytyjskiej, oraz wymieniono identyfikatory kanału.